# Davtak Kertog
Davtak Kertog ou Dawtak K’ert’oł (en arménien Դավթակ Քերթող, « Davtak le Poète ») est un poète arménien ayant vécu au VIIe siècle. Il est l'auteur du plus vieux poème arménien séculier conservé.

## Éléments biographiques
On sait très peu de choses au sujet de ce poète du VIIe siècle : originaire de l'est de l'Arménie historique, il est à peine mentionné dans l'Histoire de l'Albanie du Caucase (livre II) de Movsès Daskhourantsi. Invité à la cour d'Albanie du Caucase à Partav, cet orateur doué, comme le sous-entend son surnom, y assiste au meurtre du prince Javanchir. Il rédige à cette occasion une élégie.

## Œuvre
Une seule œuvre de Davtak Kertog a subsisté grâce à Movsès Daskhourantsi, son Élégie sur la mort du grand prince Javanchir ; plus vieux poème arménien séculier conservé, il s'agit d'un acrostiche alphabétique en vers, d'inspiration païenne. On y détecte toutefois l'influence de l'hymne Âmes consacrées du catholicos Komitas d'Aghdsk.